# Tarasp
Tarasp est une localité et une ancienne commune suisse de 341 habitants du canton des Grisons, du district d'Inn, située dans la région d'Engiadina Bassa/Val Müstair, le long de l'Inn (rivière), au pied de la chaîne de Sesvenna. Elle est connue pour son château de Tarasp.
Le 1er janvier 2015, les anciennes communes d'Ardez, Guarda, Tarasp, Ftan et Sent ont fusionné dans la commune de Scuol.
À l'origine, région de langue romanche, la majorité de la population parle aujourd'hui le Haut alémanique. Contrairement aux communes environnantes, la paroisse de Tarasp est majoritairement catholique.
L'origine du toponyme Tarasp n'a pas été clarifiée avec certitude ; l'interprétation traditionnelle du latin Terrae asperae « terre rugueuse » pose un problème.

## Histoire

Photo aérienne (1954).

Des meules primitives connues sous le nom de Schalensteine ou Hexensteine ont été trouvées dans la région de Tarasp. Cela indique que la transformation des aliments existait à l'âge de la pierre dans la région. Cependant, il n'y a aucune trace ou indication de colonies dans la région jusqu'au XIe siècle.
La seigneurie du château de Tarasp est fondée au XIe siècle par les seigneurs de Tarasp, venus dans les Grisons de l'Italie du Nord, de la région du lac de Côme. Le château est construit en 1040 pour des raisons stratégiques. Un document de 1365 mentionne Castro de Taraspes en 1089-1096. Environ 1 200 marécages et des lacs ont été asséchés. Le Taraspersee créé est utilisé pour la pêche et comme réserve d'eau de lutte contre l'incendie. Un village central n'apparait cependant pas, mais progressivement les dix hameaux d'Aschera, Vallatscha, Chaposch, Fontana, Sparsels, Florins, Sgnè, Chants, Vulpera et Avrona sont construits.
La Seigneurie est revendiquée pendant des siècles par le diocèse de Coire et le Comté de Tyrol. Après l'extinction des seigneurs de Tarasp, leurs domaines deviennent un fief tyrolien en 1239. En 1273, les comtes de Matsch tiennent Tarasp comme Vogt pour les comtes du Tyrol. Ils restent le Vogt de Tarasp lorsque les archiducs de l'archiduché d'Autriche deviennent comtes de Tyrol en 1363. De 1422 jusqu'à sa mort en 1436, elle appartient à Frédéric VII de Toggenbourg. Après sa mort, la famille Matsch la conserve jusqu'en 1463, date à laquelle elle est vendue aux Habsbourg qui ont inféodé diverses familles nobles avec la région. Avec cette vente, Tarasp devient une enclave autrichienne à l'intérieur de l'État libre des Trois Ligues, associé de l'ancienne Confédération suisse en 1464. Ecclésiastiquement, le lieu appartient à Scuol jusqu'à la Réforme protestante, la séparation ecclésiastique et économique a lieu en 1559. Huit ans plus tard, Tarasp reçoit sa propre église paroissiale dans la ville principale de Fontana. En tant que comté autrichien, Tarasp reste catholique même après la Réforme.
En 1687, Léopold Ier (empereur du Saint-Empire) vend la seigneurie de Tarasp aux princes de Dietrichstein comme seigneurie souveraine avec immédiateté impériale du Saint-Empire romain germanique et droit de vote dans le « Cercle d'Autriche » au Reichstag du Saint Empire.
Par le recès de la Diète d'Empire (Reichsdeputationshauptschluss) de 1803 et l'Acte de Médiation, l'Autriche cède finalement le territoire, dernière enclave autrichienne dans la République helvétique, à la Confédération suisse napoléonienne, après quoi il est incorporé au canton des Grisons.

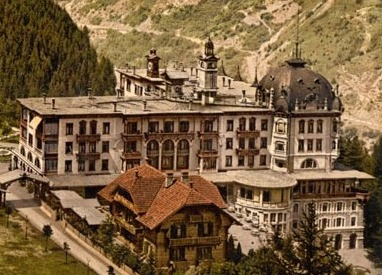
Hotel Waldhaus Vulpera en 1900.

Grâce aux nombreuses sources minérales situées dans la commune, Tarasp et surtout la fraction Vulpera se développent, passant d'un village agricole en l'une des stations thermales les plus importantes de Suisse dans la seconde moitié du XIXe siècle. En 1845, le premier hôtel est construit à Vulpera, « Zu den Salzwasserquellen » (« Aux sources d'eau salée »). La Tarasp-Schulser Gesellschaft est fondée en 1860 ; dans la fraction de Nairs, dans la commune de Scuoler, directement sur l'Inn, le Grand Hotel Kurhaus Tarasp est construit en 1865, la Trinkhalle (buvette) en 1874-1876 sur les rives de l'Inn,, en 1896/1897, à Vulpera, l'Hotel Waldhaus Vulpera, qui a brûlé en 1989, et l'Hôtel Schweizerhof entre 1898 et 1900. Le tourisme à Vulpera connait son apogée jusqu'à la Première Guerre mondiale. Dans les années 1930, le tourisme thermal subit un ralentissement drastique, dont Tarasp ne s'est rétabli que dans les années 1970 grâce au tourisme d'hiver et à l'émergence d'activités non hôtelières. Le Grand Hotel Waldhaus Vulpera-Tarasp avec ses sgraffites de style néo-Renaissance, inauguré le 8 juin 1897, est l'une des premières adresses dans les Alpes suisses et un monument majeur de la Belle Époque en Europe.
Le pont sur l'Inn de 235 mètres de long de Scuol à Vulpera a été construit entre 2007 et 2010 pour améliorer la liaison routière.

## Blason
Blason : Split d'or et de bleu, flottant en or une croix latine rouge, en poteau arqué bleu or-rouge-or  (arc-en-ciel).
La commune de Scuol précise : « Il s'agit des armoiries de la famille von Tarasp, qui vécut aux XIe et XIIe siècles. La croix rappelle que les membres de cette famille ont participé à une croisade et à des pèlerinages à Jérusalem. L'arc-en-ciel symbolise le lien entre Dieu et les gens ou la gloire de Dieu. »
Sur la base du champ bleu comme arrière-plan, un arc-en-ciel de couleurs telles que rouge-or-bleu ou rouge-or-vert aurait enfreint la règle de couleur héraldique. Cela explique la combinaison de couleurs inhabituelle de l'or, du rouge et de l'or dans l'arc-en-ciel.

## Géographie

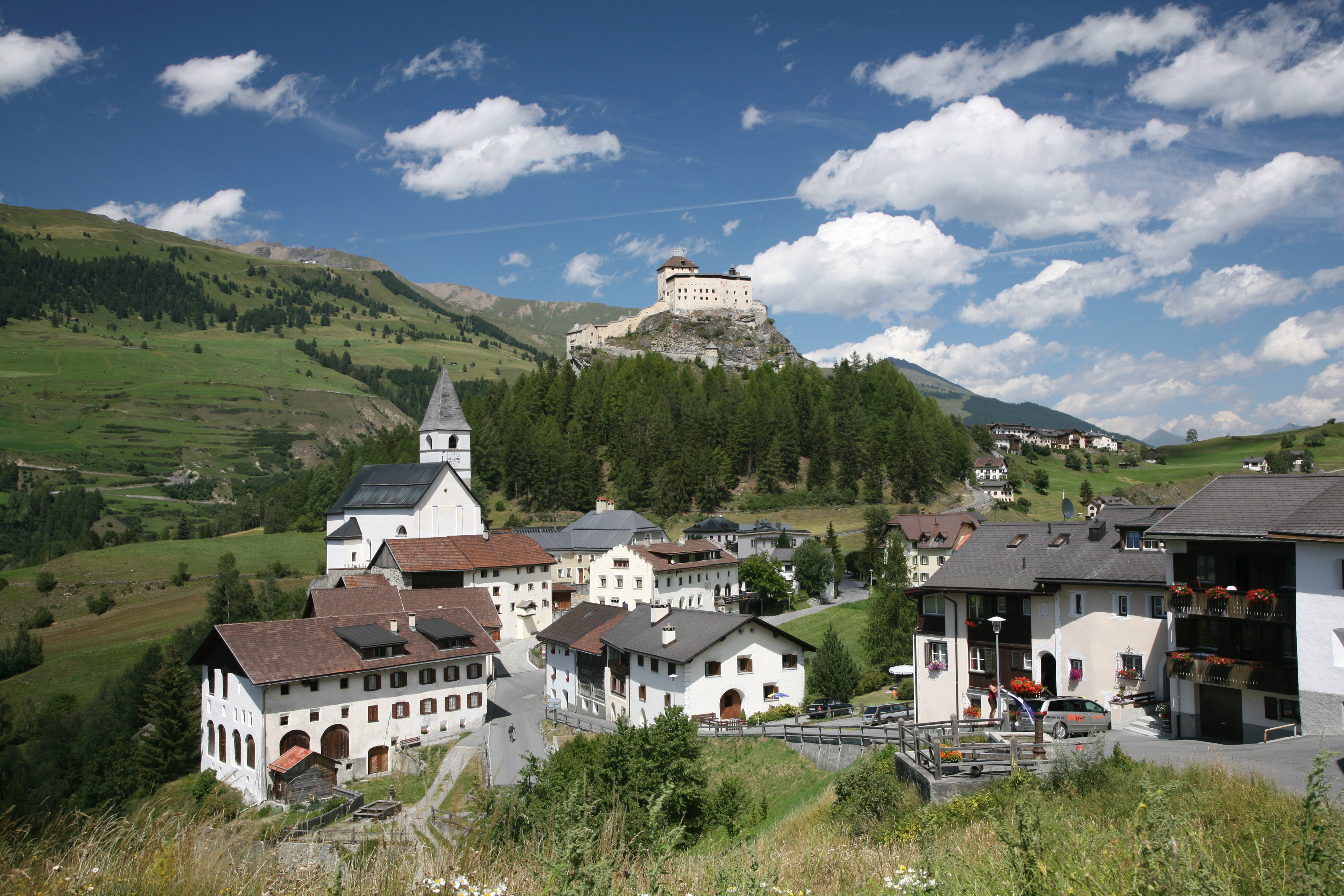
Fontana et château de Tarasp.

Tarasp est située en Basse-Engadine, sur la rive droite de la rivière Inn. Elle est à 48 km de Davos, 61 km de Saint-Moritz, 105 km de Coire et 185 km de Lugano. Le point culminant de la région est le sommet du Piz Pisoc (3 174 m d'altitude), à la frontière avec Scuol.
En 2006, Tarasp avait une superficie de 46,9 km2. 12,9 % de cette superficie était utilisé à des fins agricoles, tandis que 34,6 % était boisé, 0,9 % habité (bâtiments ou routes) et le reste (51,6 %) improductif (rivières, glaciers ou montagnes).
L'ancienne municipalité est située dans le sous-district de Sur Tasna du district d'Inn, sur la rive droite de l'Inn. Elle se compose du village de Tarasp avec dix sections et de la colline du château.
L'ancienne communauté se compose de onze ortsteils : la ville principale Fontana avec l'église de la Trinité et le village hôtelier Vulpera (1 280 m), Sparsels, Aschera, Avrona, Chaposch, Chants, Florins, Nairs, Sgnè et Vallatscha, regroupés autour de l'emblème de la commune, le château de Tarasp.
Les pics Piz Pisoc (3 173 m), Piz Plavna Dadaint (3 166 m), Piz Plavna Dadora (2 981 m) et Piz Zuort (3 119 m) sont situés dans l'ancienne commune.

## Démographie

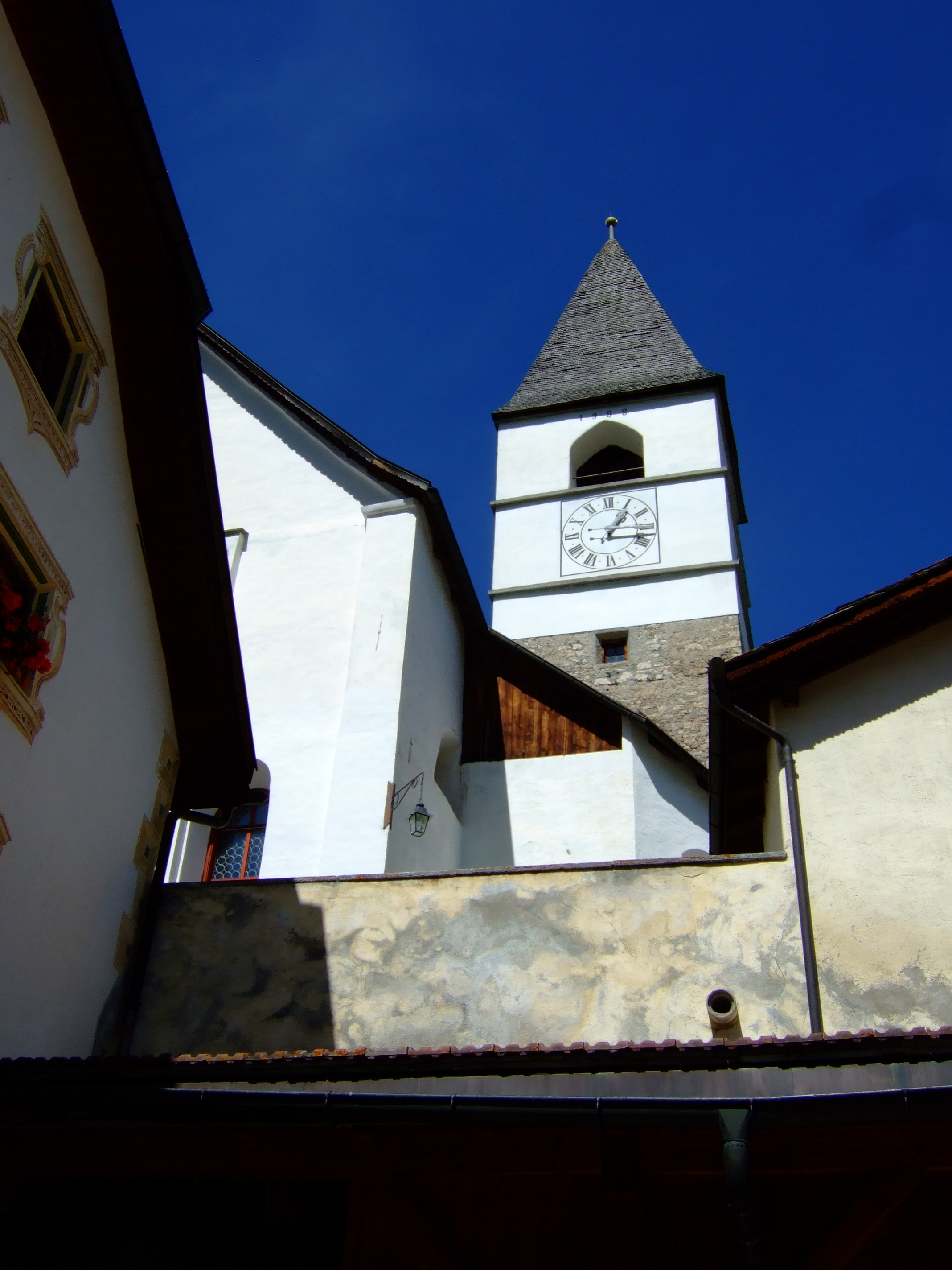
Église de Tarasp-Fontana.

En 2014, Tarasp avait une population de 337 habitants. 36,5 % de la population était composée de ressortissants étrangers. Au cours des 10 dernières années, la population a augmenté à un taux de 14,9 %.
Après une augmentation significative de la population jusqu'au début du XIXe siècle, l'ancienne commune a perdu massivement des habitants entre 1835 et 1900 (1835 : 403, 1900 : 278 habitants, soit −31 %), malgré des équipements touristiques tels que des thermes et des hôtels. Jusqu'en 1930, la population a légèrement augmenté - entre 1950 et 1960 même fortement (1950-1960 : +29 %). Après le pic de 396 personnes alors atteint, il y a eu une deuxième grande vague d'émigration jusqu'en 1990 (1960-1990 : -39 %).
L'évolution de la population est la suivante :
| année | population |
| ----- | ---------- |
| 1630  | 242        |
| 1835  | 403        |
| 1850  | 357        |
| 1900  | 278        |
| 1950  | 307        |
| 2000  | 328        |

## Politique
Aux élections fédérales suisses de 2007, le parti le plus populaire était l'Union démocratique du centre (UDC) qui a obtenu 44 % des voix. Les trois autres partis les plus populaires étaient le Parti démocrate-chrétien (Suisse) (CVP) (34,5 %), le Parti socialiste suisse (SPS) (16,3 %) et le Parti radical-démocratique (FDP) (5,2 %).

## Éducation
À Tarasp, environ 66,8 % de la population (entre 25 et 64 ans) a terminé soit l'enseignement secondaire supérieur non obligatoire, soit l'enseignement supérieur complémentaire (soit une université, soit une haute école spécialisée, une Fachhochschule).

## Langues
En 2000, la plupart de la population parle l'allemand (52,4 %), le romanche étant la deuxième langue parlée (38,4 %) et le portugais la troisième (3,4 %).
Malgré des siècles de domination autrichienne, jusqu'à la Première Guerre mondiale, la population parlait le dialecte romanche Vallader. En 1880, 92 % parlaient romanche, et en 1910 ils étaient 87 %. À la Seconde Guerre mondiale, le pourcentage était tombé à 79 % (en 1941). Depuis lors, la proportion de locuteurs allemands n'a cessé de croître. Néanmoins, les locuteurs romanches étaient encore une majorité relative en 1970 avec 155 personnes (soit 45,32 %). Les germanophones sont majoritaires depuis 1980, mais l'administration municipale et l'école continuent de croire au romanche. La majorité germanophone s'explique principalement par l'internat situé à Avrona qui a peu de contacts sociaux avec la communauté par ailleurs romanche. En 1990, 58 pour cent et en 2000 46,6 pour cent de la population pouvaient communiquer en romanche,.

## Religion
Les habitants de Tarasp sont majoritairement catholiques, dans une région par ailleurs réformée. C'est une conséquence du rattachement à l'histoire des Habsbourg de l'ancienne communauté.

## Économie
En plus du tourisme, Tarasp vit de l'agriculture de montagne, de l'artisanat et de quelques petits commerces. 5 fermes gèrent 170 hectares.
Tarasp a un taux de chômage de 3,83 %. En 2005, 17 personnes étaient employées dans le secteur primaire et environ six entreprises impliquées dans ce secteur, neuf personnes dans le secteur secondaire et quatre entreprises dans ce secteur. 220 personnes dans le secteur tertiaire avec 21 entreprises dans ce secteur.

## Sites et curiosités

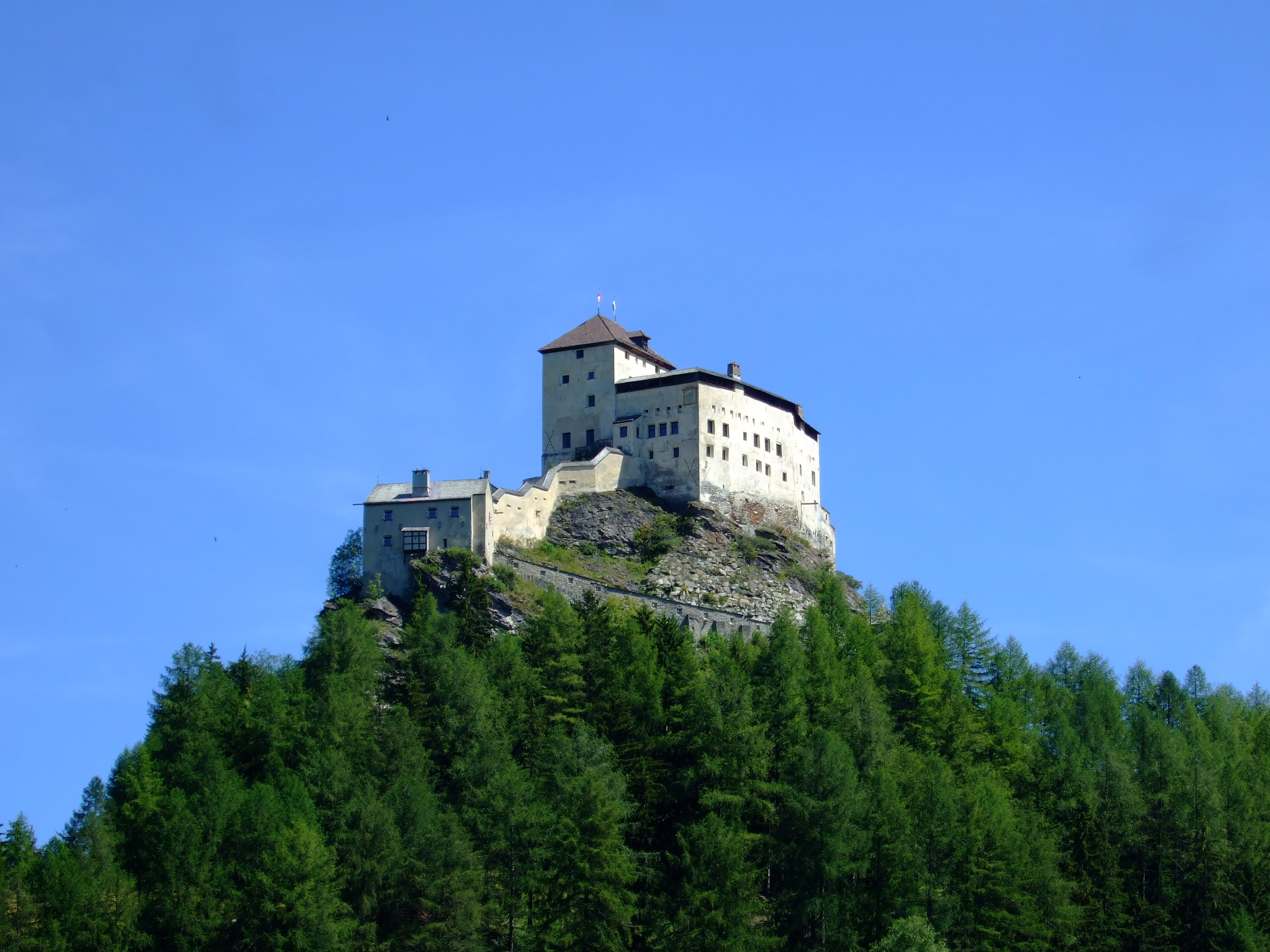
Château de Tarasp.

Le château de Tarasp et la Trinkhalle (buvette) sont classés à l'inventaire suisse des biens culturels d'importance nationale et régionale.
La communauté est dominée par le château de Tarasp qui remonte au XIe siècle. C'est l'un des châteaux les plus impressionnants des Grisons. Le château de Tarasp a été acquis par Karl August Lingner, le fabricant de l'Odol, vers 1900 et rénové dans le style historicisme. Il l'a légué au Grand-Duc Ernest-Louis de Hesse. Après avoir longtemps été en possession des héritiers de la maison du Landgraviat de Hesse-Cassel, il a été acquis par l'artiste Not Vital en mars 2016.
Dans les environs du hameau de Sgnè se trouvent des pierres de bol préhistoriques, appelées « assiettes de sorcière ».
De 1874 à 1876, l'architecte suisse Bernhard Simon a construit une salle de promenade et de buvette sur les rives de l'Inn en face du Kurhaus Tarasp. Les sources Bonifacius, Lucius et Emerita sont abritées dans le dôme octogonal.
L'église de la Trinité à Fontana est un édifice baroque orienté au nord. Elle a été construite de 1674 à 1678 par Blasius Ploirer sur les fondations de l'église paroissiale Saint-Antoine datant de 1567.
Sont aussi remarquables :
- le presbytère[16] ;
- la « Villa Engiadina »[17], construite en 1901 par Karl Gottlieb Koller ;
- la Wohnhaus[18], à Fontana ;
- les gorges sauvages de Clemgia, accessibles depuis Vulpera et Avrona.

## Culture
Dans la tradition des surnoms des villages de l'Engadine, les habitants de Tarasp sont appelés les magliamessas (« les mangeurs de foire » en allemand).

## Tourisme
En été, Tarasp est un point de départ pour les randonneurs et les cyclistes pour des excursions dans le Parc national suisse. L'une des plus anciennes piscines en plein air de Suisse est située à Vulpera, construite en 1930 dans un style Art déco par le pionnier des architectes suisses de piscines Beda Hefti, et un parcours de golf de neuf trous au-dessus de Vulpera.
Un sentier est damé en hiver. À la périphérie de Fontana, un appareil de levage à barre de remontée mécanique était en service de 1964 à 2010. Il a été démantelé en 2014. Les plans de 2011 pour le remplacer ont été abandonnés en 2013. Il reste un téléski d'entraînement de 200 m de long, également au hameau de Fontana. Le domaine skiable de Motta Naluns, de l'autre côté de la vallée, est accessible en bus.
Quatre hôtels, deux restaurants, deux entreprises agrotouristiques et environ 35 appartements de vacances sont à la disposition des touristes.

## Transports
La gare de Scuol-Tarasp est le terminus oriental du réseau privé des chemins de fer rhétiques de Bever, desservi par les trains depuis Coire et Pontresina. De là, Nairs, Vulpera, Chants, Sgnè et Fontana sont directement accessibles via une ligne de car postal.
Depuis le 10 octobre 2010, le pont d'En Vulpera/Tarasp en béton armé de 236 mètres de long, qui enjambe l'Inn à une hauteur d'environ 50 mètres, mène à Tarasp.

## Personnalités
- Rut Plouda-Graveur (* 1948), écrivain
- Gino Clavuot alias Snook (* 1985), rappeur romano-allemand